# Марія де Леон Белло-і-Дельгадо
Марія де Леон-і-Дельгадо або Сестра Марія Ісуса (ісп. María de León y Delgado 1643–1731) — слуга Божа, іспанська черниця ордену домініканців. Шанується на Канарських островах як Сестра Марія Ісуса.

## Біографія
Марія де Леон народилася 23 березня 1643 року в місті Ель-Саусаль в бідній родині. Після смерті батька її віддали в іншу сім'ю, яка планувала переселитися до Америки. Мати Марії де Леон не бажала, щоб її дочка покинула батьківщину і віддала її на піклування дядьку. З самого дитинства Марія де Леон вела насичене духовне життя.
У лютому 1668 року Марія де Леон влаштувалася в монастир святої Катерини Сієнської в місті Сан-Кристобаль-де-ла-Лагуна. Вважається, що Марія де Леон здійснювала різні чудеса, володіла даром білокаціі, бачила пророчі бачення.

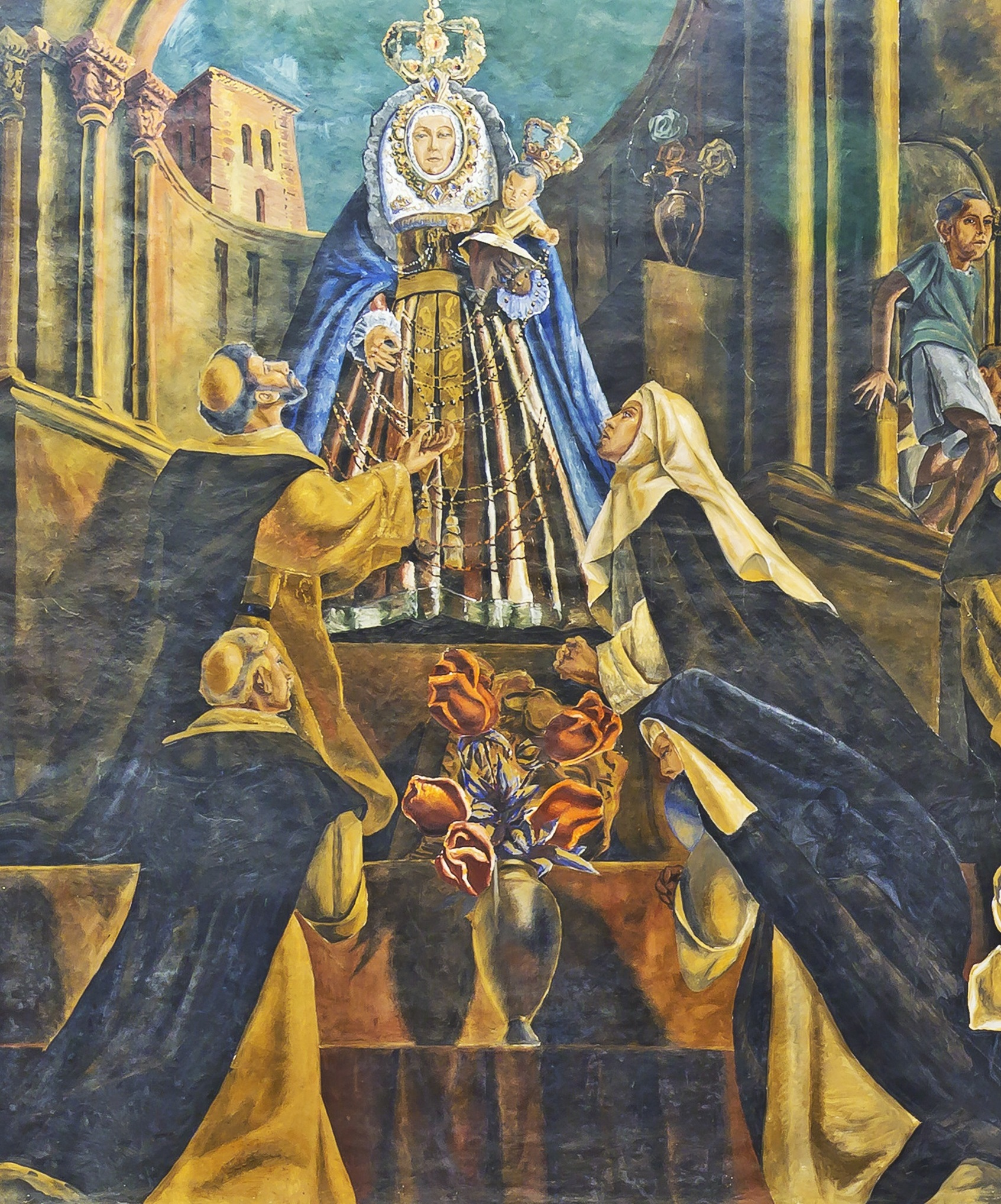
Ікона, яка зображує Діву Марію, що дає вервицю святому Домініку. На іконі також зображені Катерина Сієнська, святий Петро і Марія де Леон Белло-і-Дельгадо (внизу праворуч).

Була знайома з капером Амаро Парго, який під її впливом став займатися благодійною діяльністю. Монахиня також дружила з іспанським містиком Хуаном де Хесусом .
15 лютого 1731 року Марія де Леон померла в монастирі.

## Шанування
У 1734 році тіло Марії де Леон було вилучено з могили і виявлено, що її останки є нетлінними. З цього часу серед католиків на Канарських островах стало поширюватися її шанування.
Щорічно 15 лютого, в день її смерті, мощі Марії де Леон виставляються для публічного огляду і поваги.
З 1992 року в місцевій католицькій єпархії розпочався процес зарахування Марії де Леон до лику блаженних .

## Пам'ять
- У місті Ель-Саусаль знаходиться будинок-музей, присвячений Марії де Леон Белло-і-Дельгадо.
- У монастирі святої Катерини Сієнської знаходиться невеликий музей, присвячений Марії де Леон.